# Década de 730
Séculos: (Século VII - Século VIII - Século IX)
Décadas: 680 690 700 710 720 - 730 - 740 750 760 770 780
Anos: 730 - 731 - 732 - 733 - 734 - 735 - 736 - 737 - 738 - 739